# Ziemia nurska

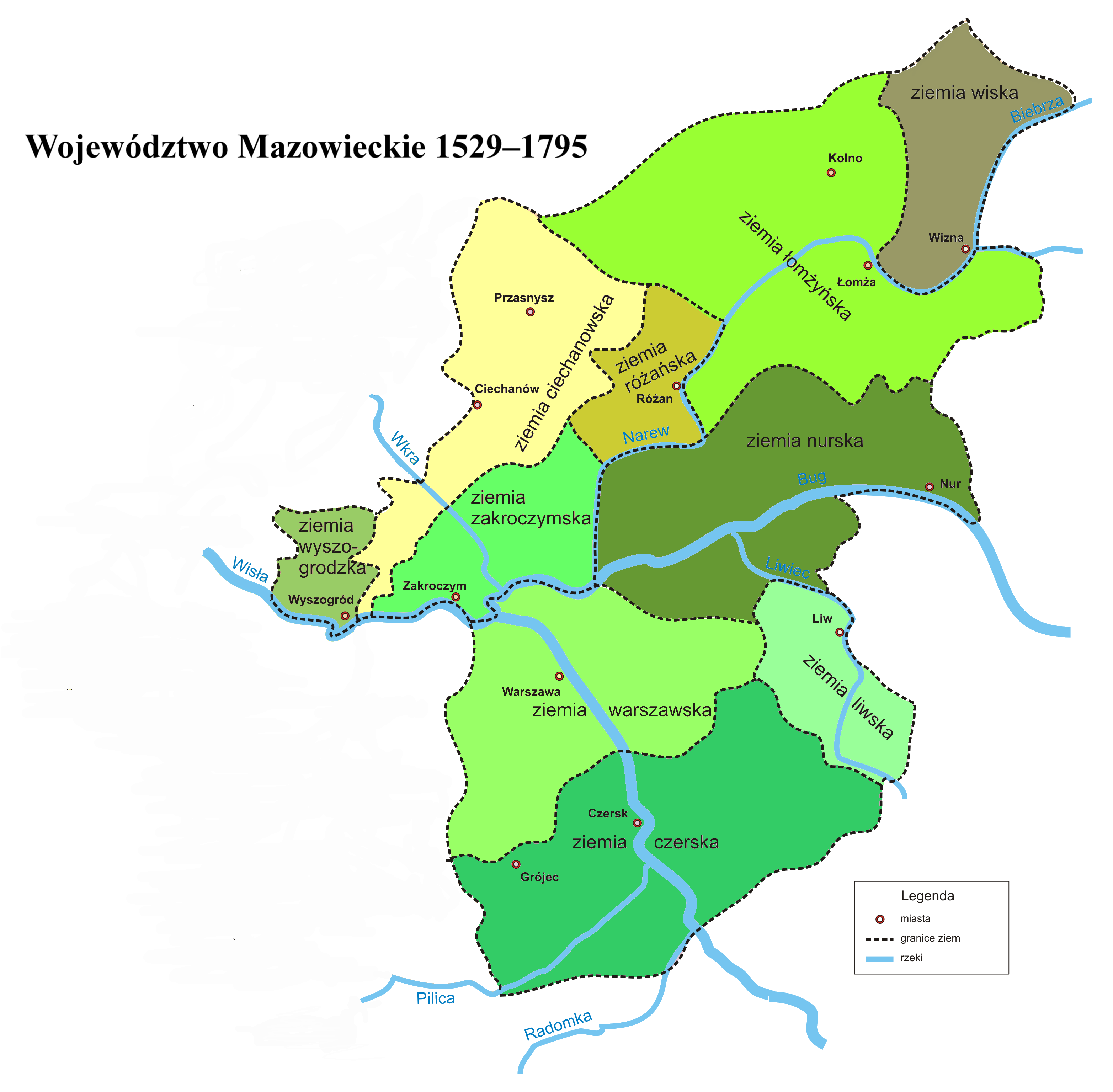
Ziemia nurska jako część województwa mazowieckiego w latach 1529–1795

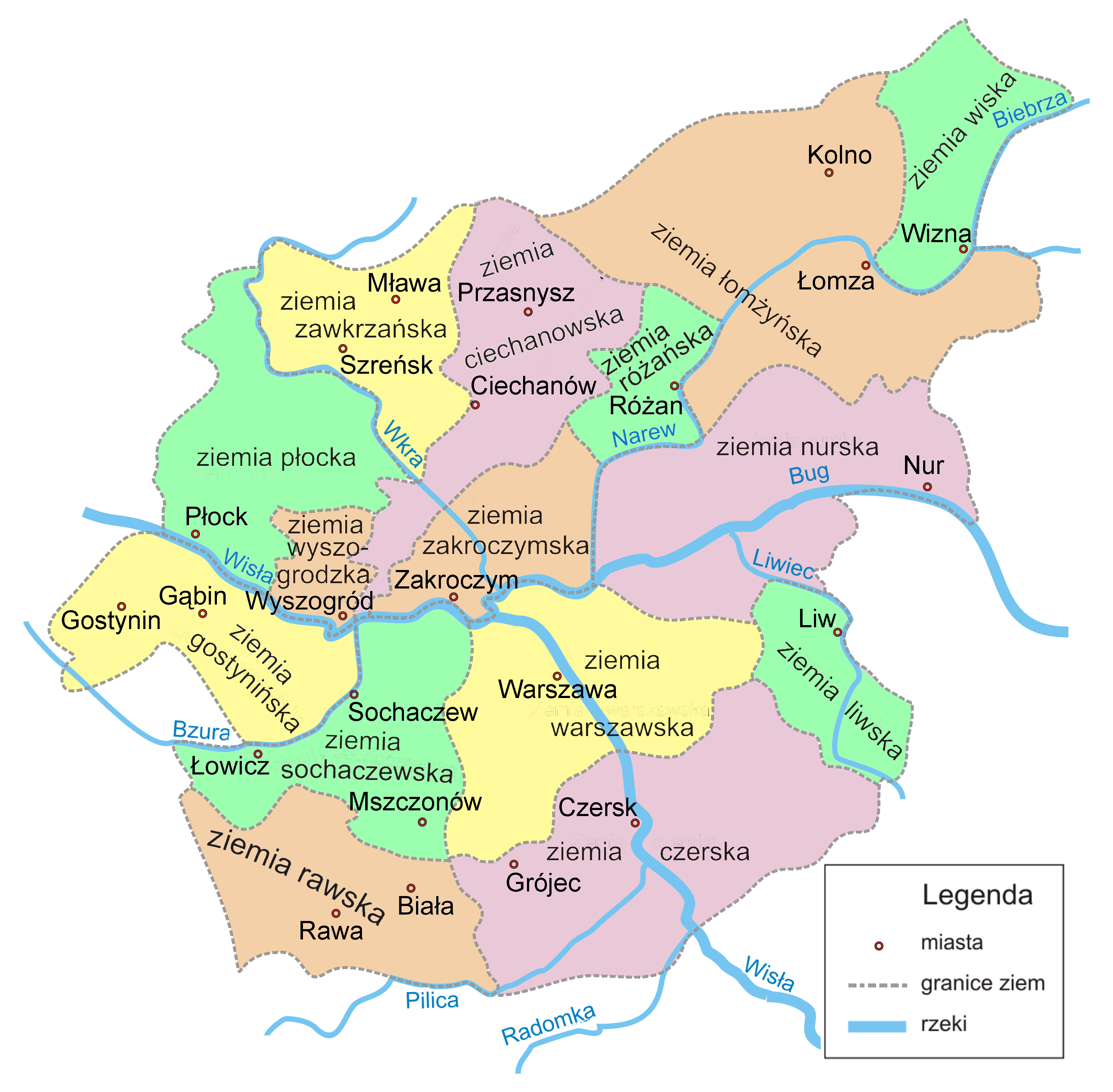
Ziemia nurska i inne ziemie Mazowsza (XIII–XVIII w.)

Ziemia nurska – jednostka terytorialna Księstwa Mazowieckiego, a od 1526 roku, Korony Królestwa Polskiego. Jej stolicą był Nur.

## Geografia
Ziemia nurska obejmowała obszar wschodniego Mazowsza. Jej granice wytyczone były częściowo ukształtowaniem terenu. Określała je rzeka Narew, na wysokości Pułtuska, ciągnąca się aż po samo Podlasie. 
Teren ten obejmowały następujące parafie rzymskokatolickie: Andrzejewo, Barcice, Brańsk, Czerwino (wcześniej z siedzibą w Wąsowie), Czyżewo, Dąbrowa Wielka, Dąbrówka, Długosiodło, Goworowo, Jadowo, Jelonki, Kamieniec, Kamionolas, Klembowo, Lubiel, Lubotyń, Niegowo, Nur, Obryte, Ostrowia, Pniewo, Postoliska, Rosochate, Sadoleś, Somowo, Wyszków, Ząbki, Zaręby Kościelne, Zuzela.
Ziemia nurska miała powierzchni ok. 3500 km², który podzielono na powiaty:
kamieniecki, ok. 2000 km² ( z czego dużą część stanowiły puszcze: jadowska i kamieniecka), nurski, ok. 1000 km², ostrowski, ok. 500 km².

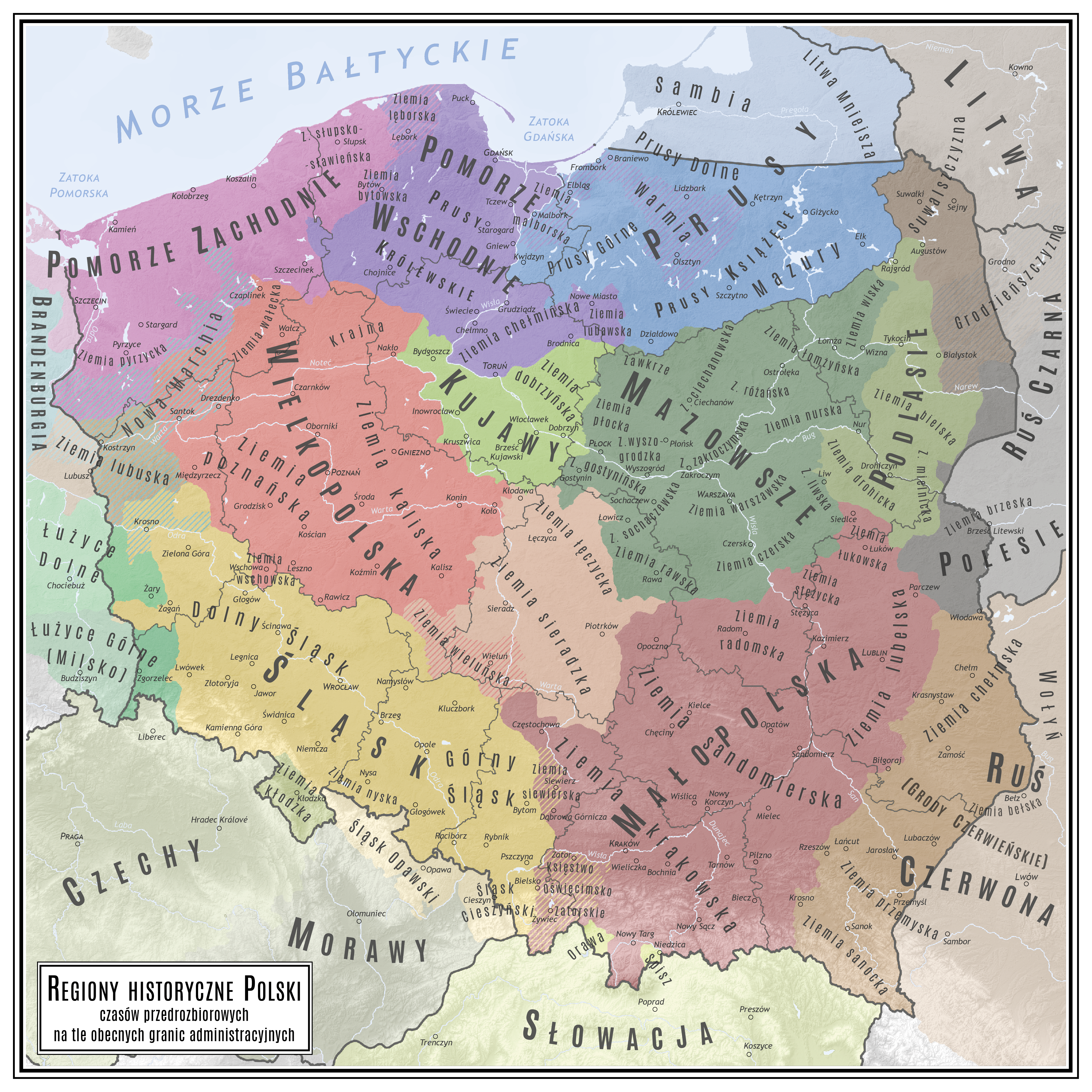
Ziemia nurska, Mazowsze i inne krainy historyczne Polski na tle współczesnych granic administracyjnych

## Znaczenie prawno-administracyjne
Ziemia nurska została wyodrębniona z ziemi warszawskiej w ciągu XV wieku. Podział terytorialny Księstwa Mazowieckiego związany był z sądownictwem (sądy ziemskie), sądy niższej instancji obradowały na poziomie powiatów, wyższej na poziomie ziemi. Do celów administracji państwowej stosowano podział sądowy.
Od inkorporacji Mazowsza do Korony, z ziemi nurskiej wybierano dwóch posłów na Sejm. Sejmik ziemski obradował w Nurze, często też w pobliskiej Zuzeli sporadycznie w Ostrowi Mazowieckiej.
Na ziemi nurskiej funkcjonowały następujące urzędy ziemskie: cześnik, sędzia, podsędek, wojski, a także stolnik, podkomorzy, chorąży i łowczy. Najwyższe urzędy w ziemi nurskiej to tzw. urzędy dygnitarskie, podkomorzego i sędziego ziemskiego.
W ziemi nurskiej na poziomie administracji królewskiej (urzędy grodzkie) działało starostwo grodowe w Nurze, oraz dwa starostwa niegrodowe, w Kamieńczyku i Ostrowi.
Ziemia nurska nie miała swojego przedstawiciela w senacie.
W ramach administracji kościelnej  niemal cała ziemia znajdowała się w granicach archidiakonatu pułtuskiego diecezji płockiej.

## Historia

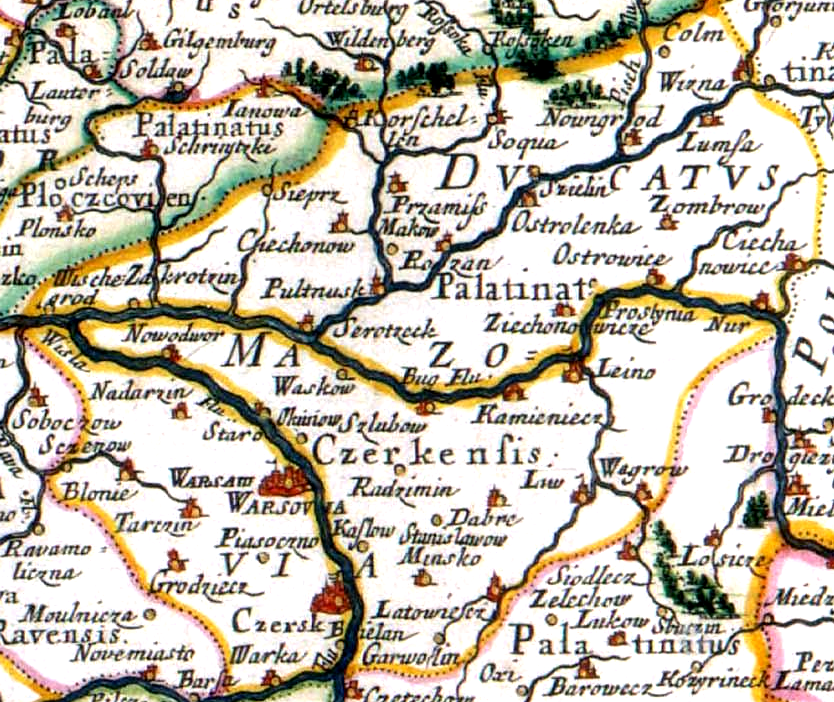
Ziemia nurska, na mapie Księstwa Mazowieckiego z XVII wieku

Najstarszymi zasiedlonymi już w X wieku były tereny nad dolną Narwią i Bugiem oraz Orzem i Brokiem, co poświadczają pozostałości grodów z podgrodziami i osad wiejskich stanowiących ich zaplecze (np. grodzisko w Święcku z XI–XII w.). Fundację najstarszego na Pobużu kościoła św. Idziego w Wyszkowie datuje się na koniec XI wieku. Od końca XII wieku tereny ziemi nurskiej zostały praktycznie wyludnione na skutek najazdów.
Część późniejszej ziemi nurskiej zamieszkiwane były przez Jadźwingów, a następnie przejęli je książęta mazowieccy. Od 1264 roku, skutkiem zwycięskiej dla Polaków bitwy pod Brańskiem i rozgromieniu Jadźwingów, ponownie rozpoczęło się na tutejszym terenie osadnictwo polskie. Liczna szlachta mazowiecka, otrzymywała tu lenności, wraz z obowiązkiem obrony tych ziem przed napadami sąsiadujących z nią Litwinów.
Za panowania księcia mazowieckiego Ziemowita III, w 1377 w trakcie obrad zjazdu panów mazowieckich w Sochaczewie, zapadła decyzja ustalająca obszar ziemi nurskiej o powierzchni ok. 3500 km², który podzielono na powiaty: kamieniecki (ok. 2000 km²), nurski (ok. 1000 km²) i ostrowski, (ok. 500 km²). Podział ten trwał aż do III rozbioru Polski.
Ustalenia dokonane podczas zjazdu sochaczewskiego są pierwszym dokumentem kodyfikującym prawa dla Księstwa Mazowieckiego, w tym ustalające podział administracyjny kraju na kasztelanie, które od XV wieku przemianowano na powiaty.
Zygmunt Gloger, tak oto wspomina o ziemi nurskiej w swoim dziele Geografia Historyczna

Ziemia Nurska, rozległa mil kwadratowych 661/3, zatem po Łomżyńskiej i Czerskiej trzecia co do wielkości w liczbie 10 ziem województwa Mazowieckiego. Miała trzy powiaty: Nurski, Kamieńczykowski i Ostrowski. Do starostwa grodowego nurskiego należały też grody Kamieńczyk i Ostrów. Sejmikowała w Nurze nad Bugiem. Większa część ziemi leżała na prawym, mniejsza na lewym brzegu tej rzeki. Część środkowa i zachodnia pokryta była w okolicy Kamieńczyka, Ostrowa i Wyszkowa puszczą biskupów płockich, część wschodnia, koło Nura i Czyżewa, zamieszkana prawie wyłącznie przez Mazowiecką szlachtę zagrodową, bezkmiecą.

| Powiat             | Powierzchnia w mil² | Powierzchnia w km² |
| ------------------ | ------------------- | ------------------ |
| powiat nurski      | 18,49               | 1001,77            |
| powiat ostrowski   | 9,30                | 512,47             |
| powiat kamieniecki | 38,87               | 2141,40            |
| Razem Σ            | 66,36               | 3655,64            |

Współczesne miasta dawnej ziemi nurskiej uporządkowane według liczby ludności:
| - Wyszków - Ostrów Mazowiecka - Tłuszcz | - Łochów - Czyżew - Brok |

## Podział własności
Głównym posiadaczem ziemskim był w ziemi nurskiej biskup płocki, właściciel klucza dóbr Brok i Wyszków. Rozległe dobra były również w posiadaniu króla, z ośrodkami w Ostrowi, Nurze i Kamieńczyku.
Własność prywatna (szlachecka), zwłaszcza na wschodnich rubieżach ziemi była mocno rozdrobniona, a szczególnie w powiecie nurskim. W powiecie ostrowskim i kamienieckim dominowała szlachta-posesjonaci.